# Cyanarctia percurrens
Cyanarctia percurrens är en fjärilsart som beskrevs av W. Warren 1905. Cyanarctia percurrens ingår i släktet Cyanarctia och familjen björnspinnare. Inga underarter finns listade i Catalogue of Life.